# Les Goûts et les Couleurs
Les Goûts et les Couleurs (literalment en català: "Els gustos i els colors"), també estrenada en anglès com To Each, Her Own, és una pel·lícula francesa dirigida per Myriam Aziza per Netflix en 2018 que tracta amb humor l'orientació sexual, la religió i la família.

## Argument
Encara que viu en parella del mateix sexe des de fa tres anys amb Claire, Simone encara no ha fet la sortida de l'armari. Entre la seva mare asquenazita qui es dona de bufetades per un sí o un no, el seu pare, sefardí tradicionalista sempre a punt de la crisi cardíaca, el seu germà gran David, que vol encaixar amb el cosí de la seva futura esposa o el seu altre germà Nathaniel, aparellat amb Kevin a qui la família mai no ha acceptat, Simone té problemes per viure a la llum del dia.
Així, quan sucumbe a les habilitats culinàries de Wali, el bell cuiner d'origen senegalès, és l'última gota d'aigua que fa desbordar el got. Atrapada entre Claire, Wali i la seva família, Simone haurà d'afirmar les seves eleccions ...

## Fitxa tècnica
- Direcció : Myriam Aziza
- Guió : Myriam Aziza, Denyse Rodriguez Tomé
- Producció : Netflix - Incognita Films
- Productor executiu : Édouard De Vésinne
- Imatge : Benoît Chamaillard
- So: Frédéric de Ravignan, Anne Gibourg, Olivier Walczak
- Música : Martin Rappeneau
- Muntatge : Vincent Zuffranieri
- Decorats : Denis Mercier
- Vestuari : Marie-Laure Lasson
- Casting : Annette Trumel
- Assistent dei director : Samuel Girardin

## Repartiment
- Sarah Stern: Simone Benloulou
- Jean-Christophe Folly: Wali
- Julia Piaton: Claire
- Catherine Jacob: Noëlle Benloulou
- Richard Berry: Norbert Benloulou
- Arié Elmaleh: David Benloulou
- Clémentine Poidatz: Géraldine
- Stéphane Debac: Éric Taïeb
- David Houri: Nathaniel Benloulou
- Lionel Lingelser: Kevin
- Marina Tomé: Joss
- Sophie Mounicot: Sylvie Lopez
- Keren Marciano: Keren